# Carl Duane
Carl Duane (* 25. Juni 1902 in New York, New York City, USA; † 23. Juni 1984 in Parsippany, New Jersey, USA) war ein US-amerikanischer Boxer im Superbantamgewicht. Er wurde von Mike Valentine gemanagt.

## Profikarriere
Seinen Debütkampf konnte Duane am 6. April 1921 gegen Silent LaMont nach Punkten für sich entscheiden. 
Ende August im Jahre 1923 traf er auf Kid Wolfe. In diesem Kampf es um die sogenannte lineare Weltmeisterschaft. Duane siegte über 12 Runden einstimmig nach Punkten. Allerdings wurde er diesen Titel im selben Jahr noch los.
Im Jahre 1929 beendete Carl Duane seine Karriere.